# 科科达机场
科科达机场（kokoda airport）是位于巴布亚新几内亚科科达市北部的一座机场。二战期间，该机场是著名的科科达小径战役的焦点。日澳双方军队多次攻占该机场，每次都伤亡惨重。二战结束后，该机场作为民用机场投入使用。

## 事故与事件
2009年8月11日，巴布亚新几内亚航空4684号航班，一架德哈維蘭加拿大DHC-6 ，载有11名乘客和2名机组人员，从莫尔兹比港起飞，在试图复飞时撞上巴布亚新几内亚伊苏拉瓦的一座山峰。所有乘客和机组人员在事故中丧生。